# Nanos semicribrosus
Nanos semicribrosus är en skalbaggsart som beskrevs av Leon Fairmaire 1898. Nanos semicribrosus ingår i släktet Nanos och familjen bladhorningar. Inga underarter finns listade i Catalogue of Life.